# Arachnophaga matritensis
Arachnophaga matritensis är en stekelart som först beskrevs av Bolivar y Pieltain 1934.  Arachnophaga matritensis ingår i släktet Arachnophaga och familjen hoppglanssteklar. Inga underarter finns listade.